# Оврах Андрій Володимирович
 О́врах Андрі́й Володи́мирович (16 грудня 1985 , Немирів, Вінницька область ) — український скульптор. Член Національної спілки художників України з 2008 р.

## Життєпис
Народився у м. Немирів у мистецькій родині Оврахів, батько Оврах Володимир, заслужений художник України, мати Оврах Тамара, художниця декоративно-прикладного мистецтва. Закінчив з відзнакою відділення монументальної скульптури Львівської національної академії мистецтв (2008). Педагоги: Я. І. Скакун,В. М. Гурмак, І. М. Самотос. Одружений. Живе і працює у м. Вінниці.

## Творчість

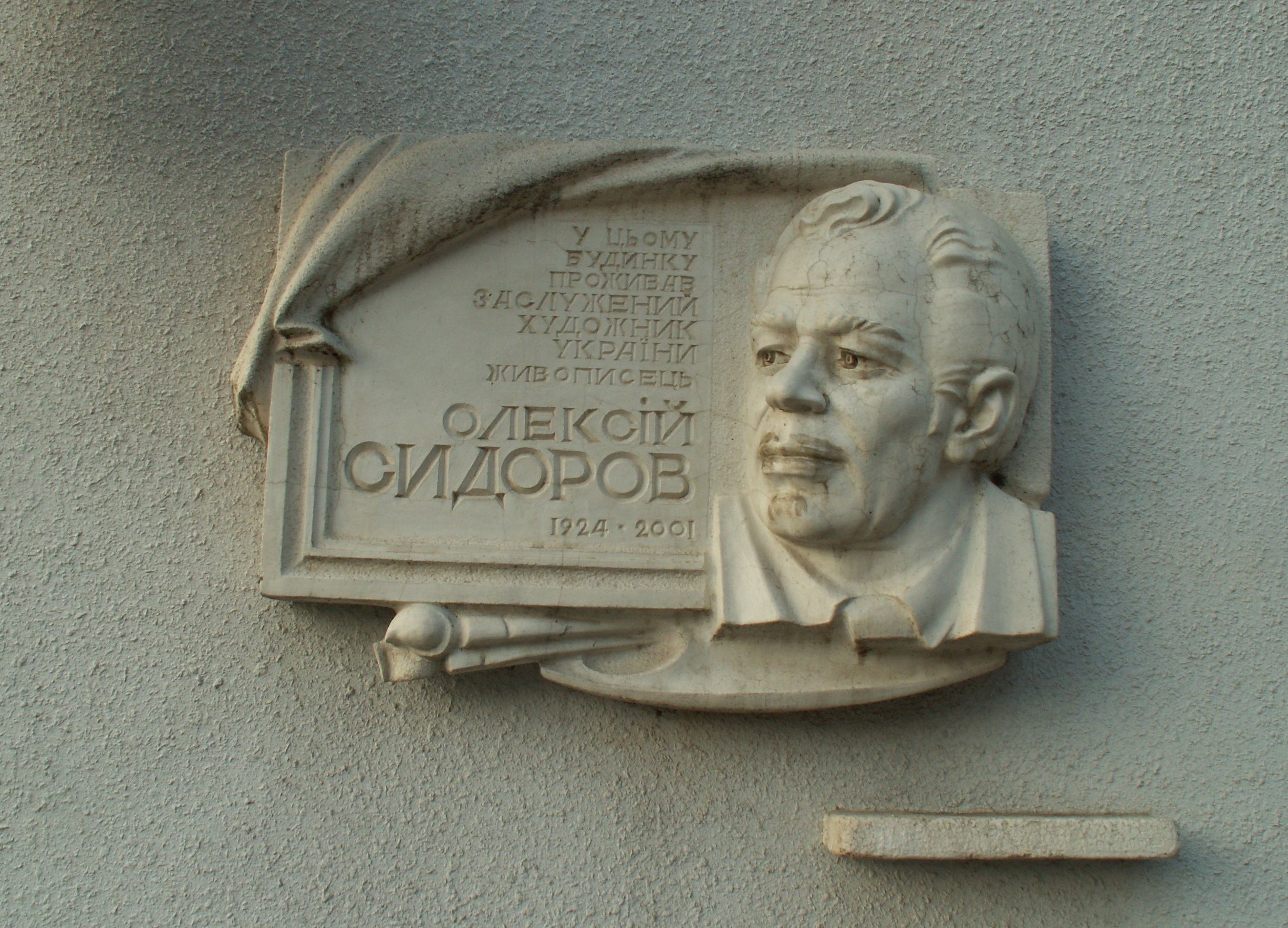
Меморіальна дошка Сидорову О. Є. на будинку № 38 по вулиці Архітектора Артинова у Вінниці. Скульптор А. Оврах

Працює у жанрах станкової та монументальної скульптури, графіки. З 2003 року бере участь у численних виставках та пленерах кам'яної скульптури, зокрема у Вінниці,Львові, Києві, у містах Польщі — Плавна та Шидлов, с.Буша на Вінниччині, фестивалі у Буковелі, молодіжному пленері у Немирові. Серед опанованих матеріалів — камінь (граніт, вапняк, пісковик), гіпс, бетон, шамот, бронза, синтетичні смоли та ін.

|                                    | Перший і улюблений матеріал митця – глина, якому він довіряє інтимні переживання і філософські питання пізнання світу. Відповідно, у станкових творах, виконаних у техніці шамоту, можна вирізнити два напрямки: символічно-асоціативний та портретно-імпресіоністичний. До архаїчних взірців «палеолітичних венер» тяжіють роботи у шамоті «Берегиня» і «Пробудження» (2004 р.), оздоблені «шнурковою» орнаментальною імпровізацією. Ще більш узагальненими, ніби утвореними тектонікою земних надр, є об’єми за величною темою зародження життя – «Материнство» (2004 р.), «Початок» (2004 р.), «Мати з немовлям» (2007 р.), могутня потенційна динаміка яких сконцентрована у глибині форми. |
| — Т. Г. Журунова, мистецтвознавець | |

Спільно з батьком — Володимиром Оврахом і старшим братом Романом у 10-х роках ХХІ ст. створив низку знакових робіт — пам'ятників Т. Шевченку у м. Баранівка на Житомирщині, Героям Небесної сотні у м. Броди на Львівщині та у м. Тячеві на Закарпатті, композитору М. Леонтовичу у с. Марківка на Вінниччині, державному діячеві С. Петлюрі у Вінниці та ін.